# Площадь Луганской Народной Республики
Площадь Луганской Народной Республики — площадь в Москве, расположенная в районе Арбат Центрального административного округа на территории вдоль Смоленской набережной между Проточным переулком и съездом на улицу Новый Арбат возле посольства Великобритании, и названная в честь самопровозглашённой Луганской Народной Республики 5 июля 2022 года.
В 2022 году вскоре после начала полномасштабного российского вторжения в Украину ряд европейских муниципалитетов в знак солидарности переименовали улицы, на которых расположены российские посольства, в честь Украины. В ответ власти РФ переименовали территорию возле посольства Великобритании в «площадь Луганской Народной Республики».

## Предыстория

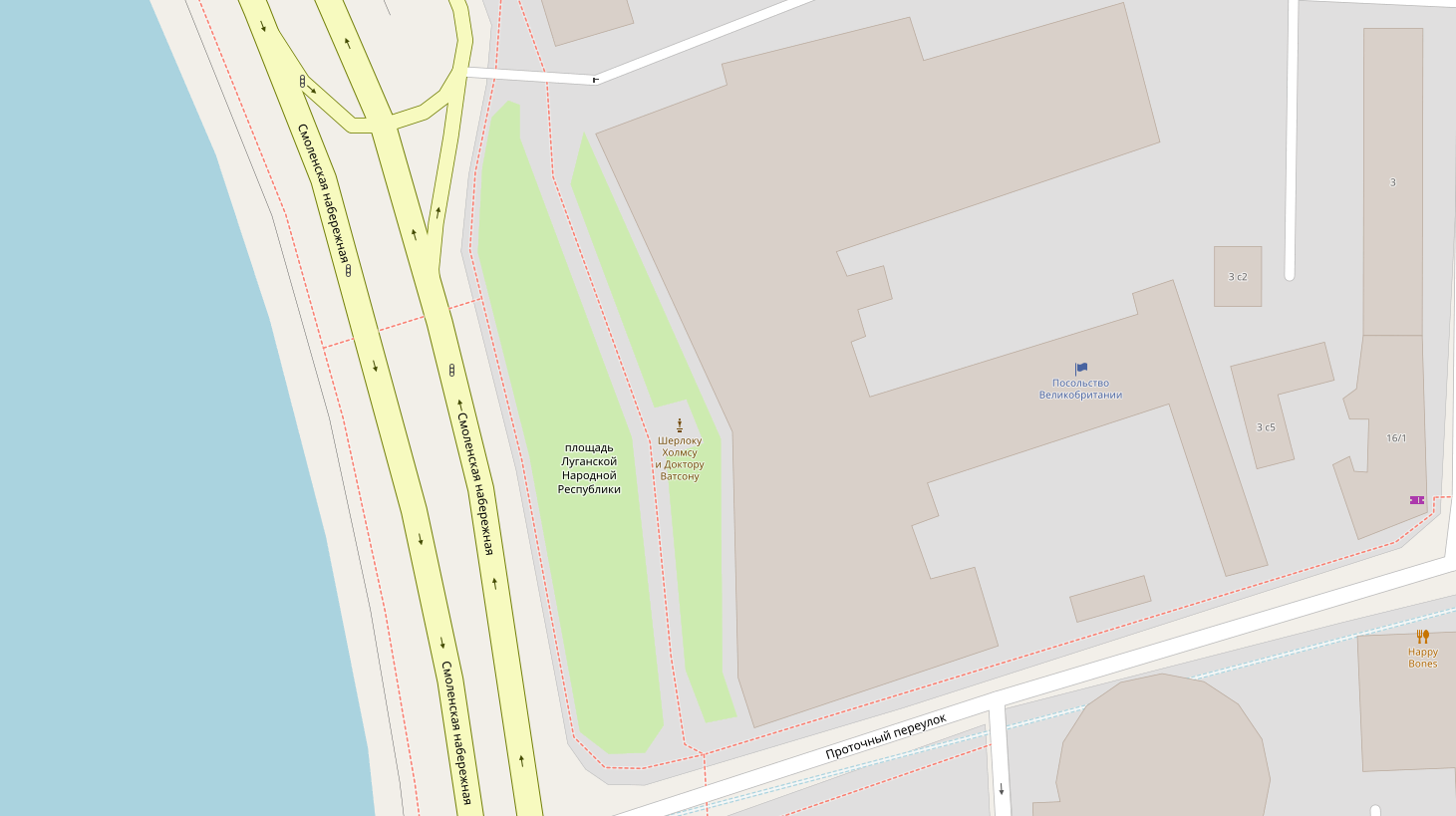
Площадь Луганской Народной Республики, справа — посольство Великобритании

18 мая 2022 года депутаты Мосгордумы выступили с предложением назвать территорию около посольства США «площадью Защитников Донбасса». 30 мая 2022 года в проекте «Активный гражданин» началось голосование о наименовании территории у американского посольства в Москве. Также отмечалось, что в случае победы варианта «площадь Донецкой Народной Республики», в Москве властями будет подобрана территория для «площади Луганской Народной Республики». 8 июня 2022 года был выбран вариант «площадь Донецкой Народной Республики», его поддержали 44,69 % пользователей проекта.

## История
8 июня 2022 года пресс-секретарь президента РФ Дмитрий Песков поддержал итоги голосования и предложил выбрать территорию для «площади Луганской Народной Республики». Позднее тем же днём, депутаты Мосгордумы обратились в Правительство Москвы с предложением назвать территорию около посольства Германии «площадью Луганской Народной Республики», а посол ЛНР в России Родион Мирошник оценил идею назвать «площадью ЛНР» территорию у посольства ФРГ.
22 июня 2022 года стало известно, что территорию для «площади Луганской Народной Республики» выберут в ходе голосования в проекте «Активный гражданин». В голосовании приняли участие 109 103 человека, из них 56,85 % проголосовали за вариант «территория вдоль Смоленской набережной между Проточным переулком и съездом на улицу Новый Арбат» у посольства Великобритании, 13,78 % — за «территорию вдоль Большого Ржевского переулка вблизи примыкания улицы Малой Молчановки» между посольствами Литвы и Бельгии, 10,64 % — за «территорию вдоль улицы Академика Пилюгина между Ленинским проспектом и Воронцовским парком» около консульства Германии, а 18,73 % посчитали, что место для площади должны выбрать специалисты.
5 июля 2022 года мэр Москвы Сергей Собянин утвердил присвоение территории около посольство Великобритании названия «площадь Луганской Народной Республики». 7 июля 2022 года стало известно, что посольство Великобритании отказалось признавать «площадь ЛНР» и продолжит использовать прежний адрес — Смоленская набережная, дом 10. На следующий день у посольства Великобритании и со стороны площади Луганской народной республики  у памятника Шерлоку Холмсу и доктору Ватсону установили таблички «Площадь Луганской Народной Республики».

## Оценки
Историк Наталья Самовер считает, что в любой топонимике должна присутствовать логика, в названии площади её нет, есть только «политическая воля».

## Интересные факты
Площадь Луганской Народной Республики составляет 26 517 км².